# Jaguar XJ (X300)
Jaguar XJ (X300) — повнорозмірний розкішний автомобіль із седаном, що випускався Jaguar Cars між 1994 і 1997 роками. Це був перший Jaguar XJ, повністю вироблений Ford Motor Company, і його можна вважати еволюцією минулого покоління XJ40. Як і всі попередні покоління XJ, він оснащений незалежною задньою підвіскою Jaguar. У дизайні X300 акцент зроблено на покращенні якості збірки, покращенні надійності та поверненні до традиційних елементів стилю Jaguar.
Під час презентації автомобіля в жовтні 1994 року на Паризькому автосалоні маркетингові матеріали Jaguar використовували фразу «Нова серія XJ» для опису моделей X300. Серія X300 стала результатом програми оновлення потужностей компанії Ford вартістю 200 мільйонів фунтів стерлінгів. У програмі були представлені найсучасніші автоматизовані роботи для зварювання кузовів, виготовлені компанією Nissan, і вона мала показати майбутній напрямок британської автомобільної промисловості. X300 став однією з найуспішніших моделей Jaguar.

## Екстер'єр

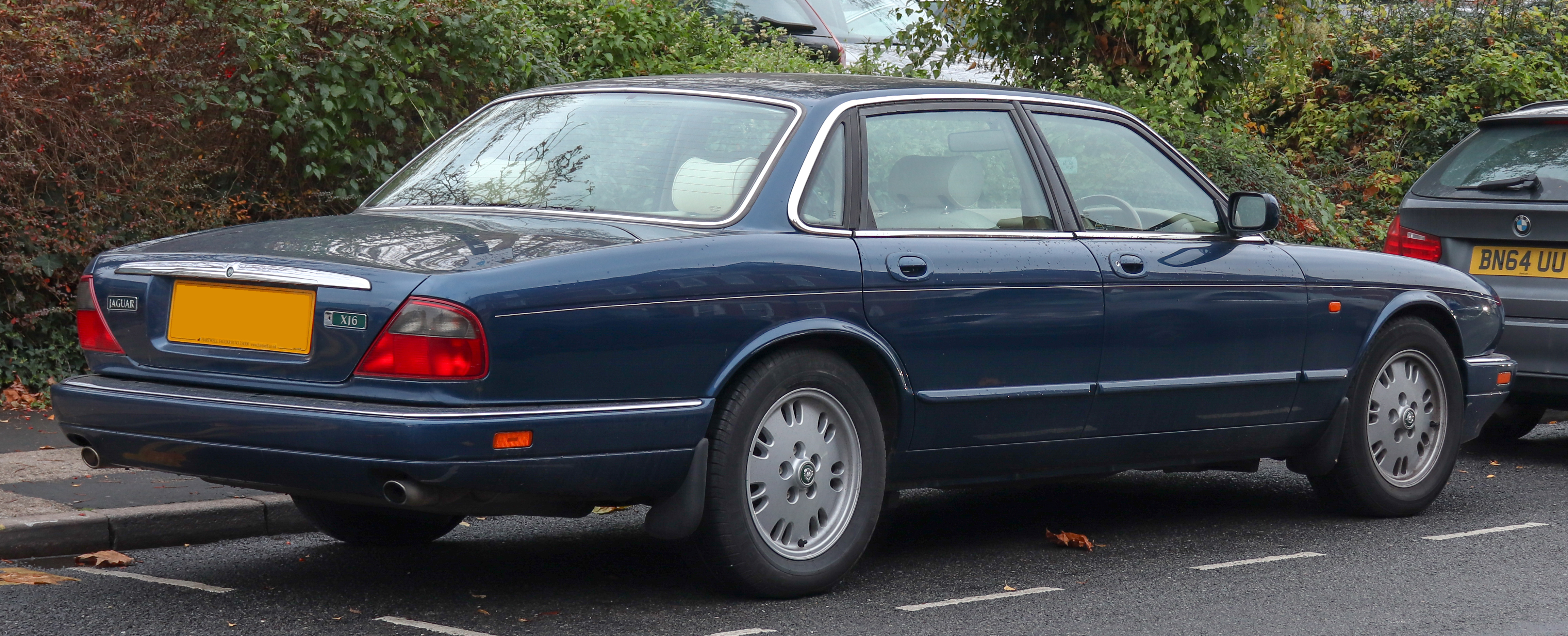
Вид ззаду Jaguar XJ 3.2 1996 року

Естетично X300 отримав кілька оновлень під час оновлення дизайну під керівництвом Джеффа Лоусона в 1991 році. Здебільшого плоский капот XJ40 був замінений на рифлений, вигнутий дизайн, який підкреслював чотири окремі круглі фари. Задні крила були змінені для розміщення нових груп задніх ліхтарів. Крім того, окрему чорну гумову дужку бампера XJ40 було замінено на повністю інтегрований бампер кольору кузова. Талісман капота Jaguar leaper встановлювався тільки на автомобілі для неєвропейських ринків. Ці транспортні засоби оснащені 8-дисковими стволами замків Tibbe, подібними до автомобілів Ford того часу, за винятком того, що Ford використовував 6-дисковий замок, отже, лезо ключа та стволи були коротшими на моделях Ford. Aston Martin також використовував ті самі замки, які встановлені на цих Jaguar.

## Інтер'єр

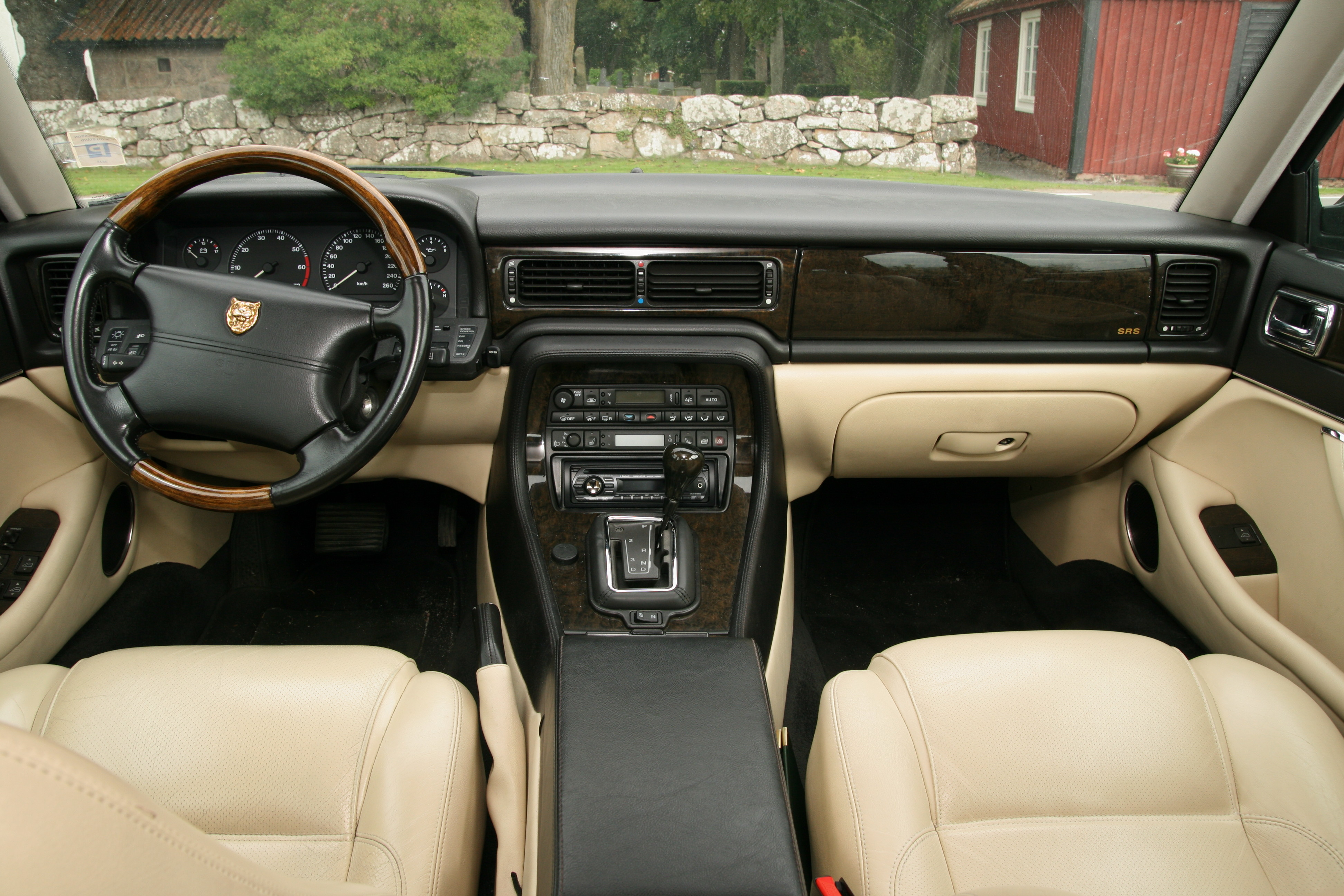
Салон моделі Sport 1995 року

Інтер'єр X300 був подібний до інтер'єру XJ40, з деякими змінами. Сидіння були оновлені, щоб мати більш округлий профіль, оновлено дерев’яне оздоблення зі скошеними краями, а кермо було перероблено. Ранні автомобілі X300 виготовлялися без бардачка переднього пасажира через обмеження простору, спричинені введенням подушки безпеки переднього пасажира.

## Моделі
X300 був доступний у кузовах з короткою та довгою колісною базою та в різних комплектаціях. Деякі ринки мали обмежений вибір моделей або функцій X300. Наприклад, північноамериканський XJ6 був доступний лише з 4.0 Двигун L, і всі продавані там автомобілі були оснащені легкосплавними дисками, шкіряним салоном і кондиціонером. Північна Америка не отримала моделей Sport, Executive або Century, а також не пропонувалася механічна коробка передач. Дзеркала з електроприводом були стандартними для Японії та опціональними на всіх інших ринках, крім США.

### XJ6

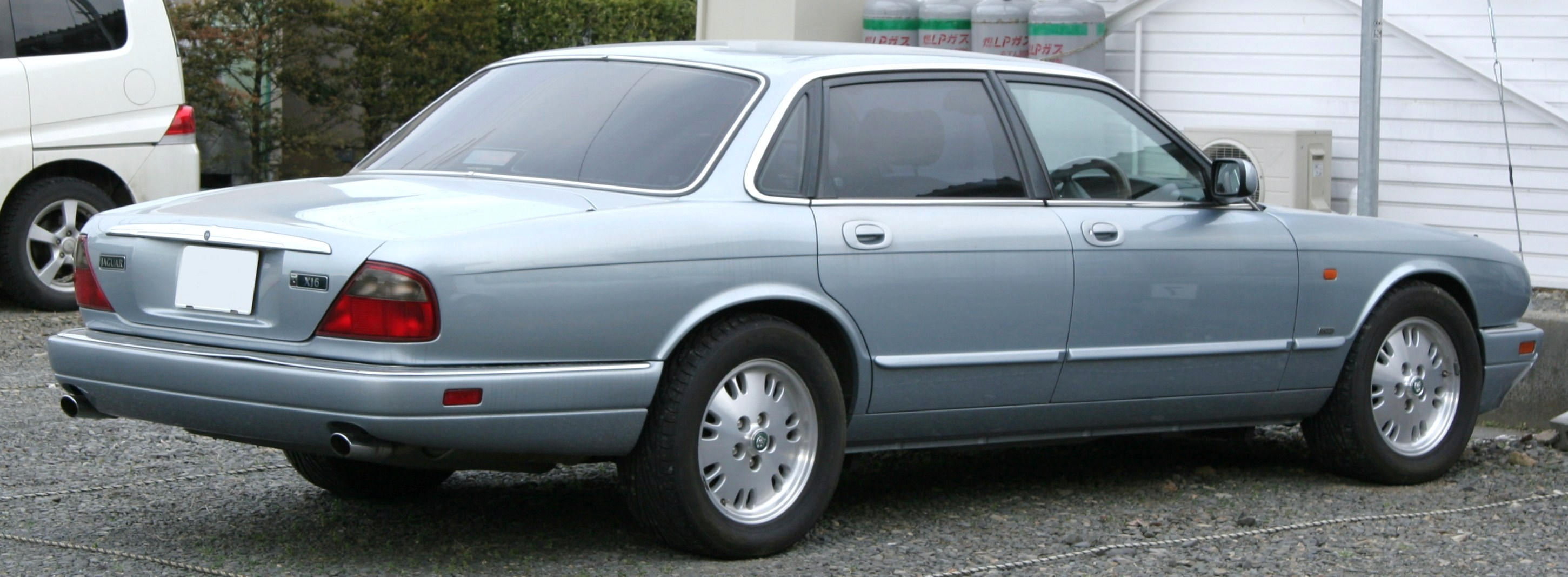
Задня частина Jaguar XJ6

Базовою моделлю в асортименті був XJ6 з двигуном 3.2 L версія AJ16. На цих базових автомобілях диски з алюмінієвого сплаву, шкіряна оббивка та кондиціонер були опціями за додаткову вартість. Пізніше 4.0 Версія L AJ16 була запропонована в XJ6.

### Sovereign

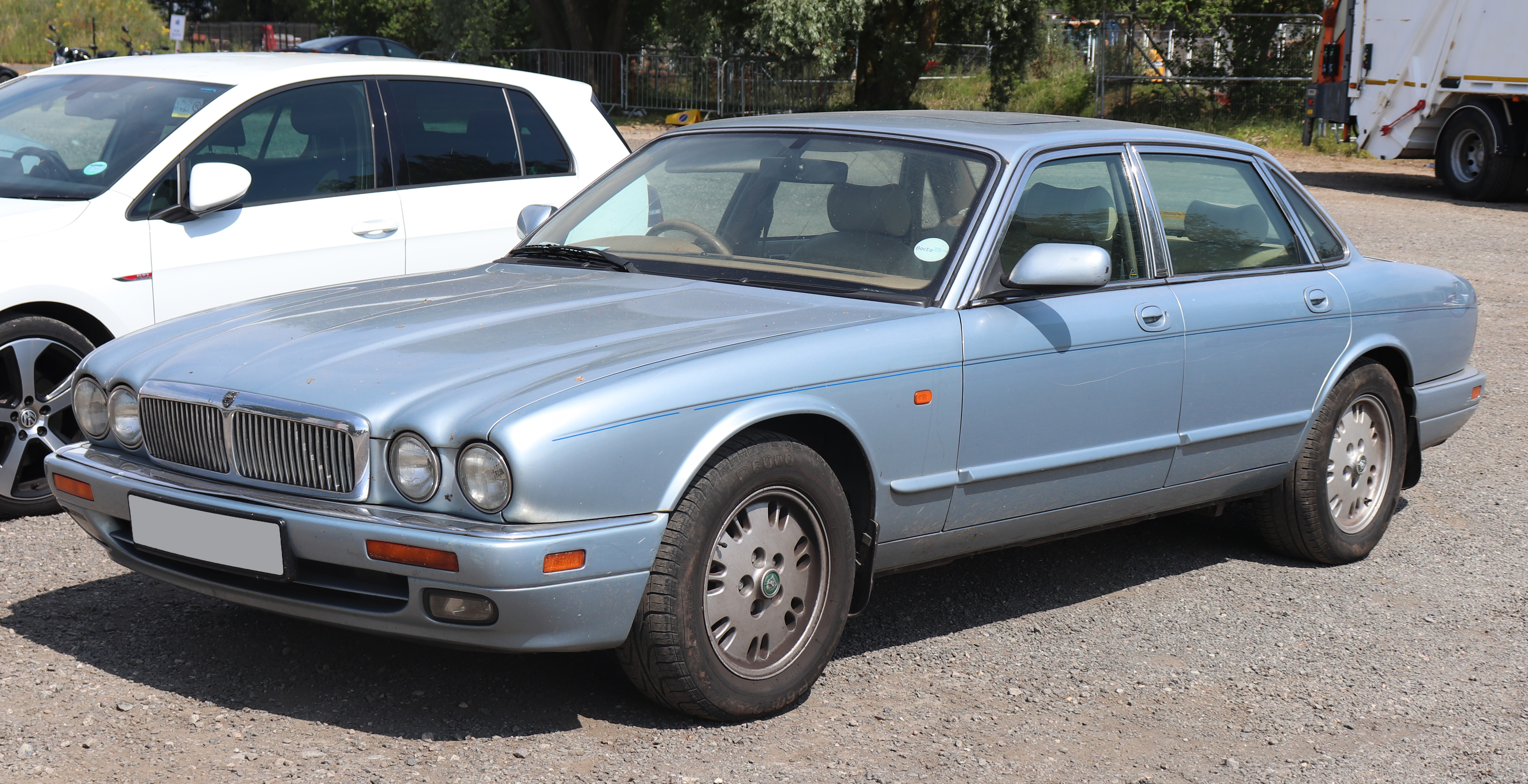
Jaguar Sovereign 4.0 1995 року випуску

Модель Sovereign використовувала двигун AJ16 або в 3.2 л або 4,0 Форма L і стандартно оснащувався розкішними функціями, такими як шкіряні сидіння з електричним регулюванням у десяти напрямках з пам’яттю трьох напрямків з боку водія, круїз-контроль, автоматичний клімат-контроль і набір інструментів, розташований під капотом. Зовнішній вигляд Sovereign був прикрашений хромованою окантовкою в різних місцях: на решітці радіатора, окантовках блоку задніх ліхтарів, окантовках лобового та заднього скла, водостоках, віконних рамах і цоколі кришки багажника.

### XJ Спорт

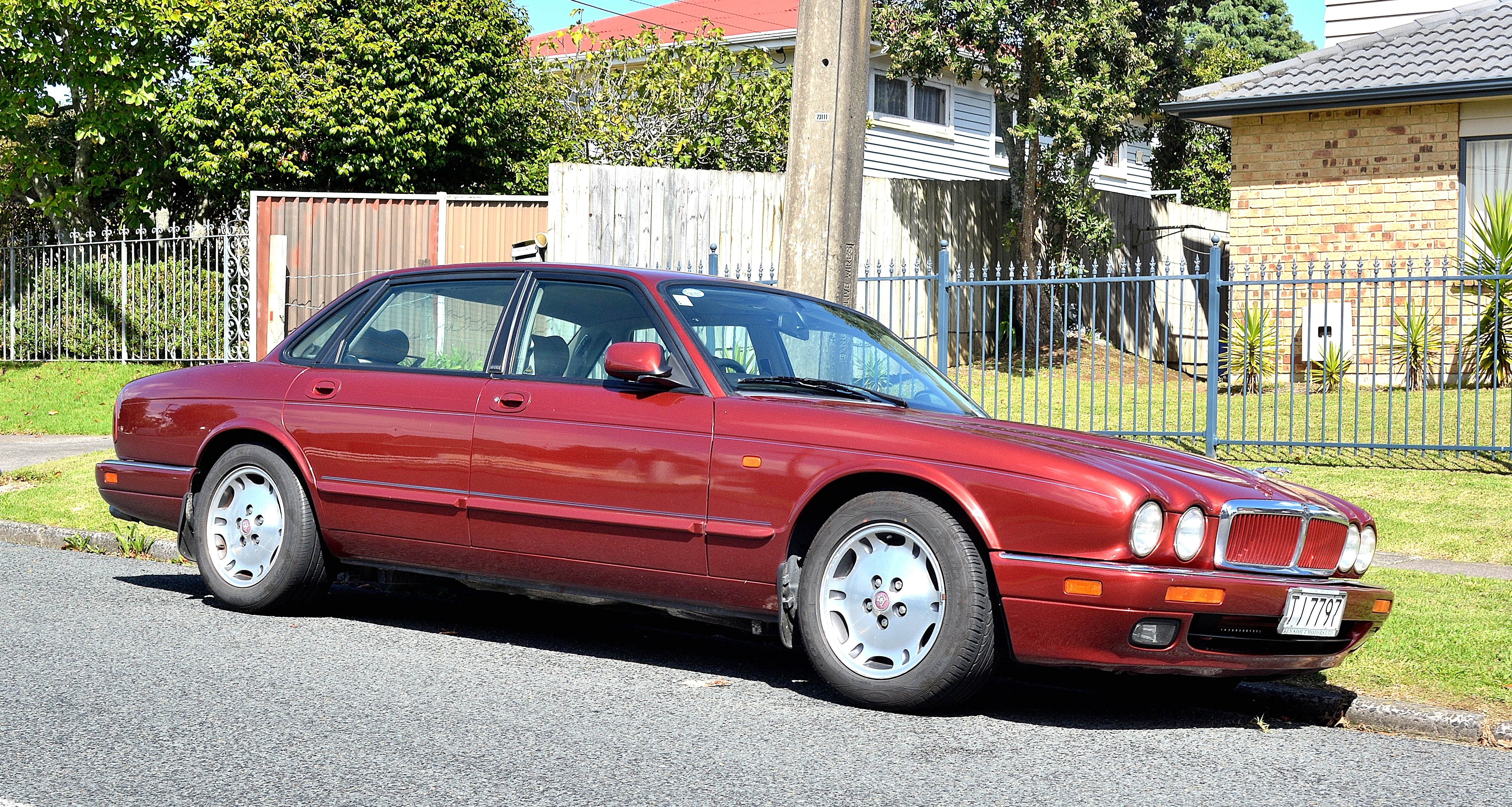
Jaguar XJ 4.0 Sport 1994 року випуску

Щоб залучити молодих покупців, Jaguar запропонував модель Sport з ширшими 8-дюймовими колесами, переробленими сидіннями та більш жорсткою підвіскою. Sport зберіг матово-чорні рамки вікон від базової моделі, і ідентифікується за значками Sport на середніх стійках і значком XJ Sport на задній частині. Спортивна підвіска разом із ширшими колесами також була доступна як опція для SWB і LWB моделей XJ6 і Sovereign.

## Спеціальне використання
Автомобіль використовувався кількома британськими прем'єр-міністрами, такими як Маргарет Тетчер, Джон Мейджор і Тоні Блер. Наступні версії XJ використовували як прем'єр-міністр Гордон Браун, Девід Кемерон, Тереза Мей і Борис Джонсон.